# سسیل پارکر
سسیل پارکر (انگلیسی: Cecil Parker؛ ‏ ۳ سپتامبر ۱۸۹۷ – ۲۰ آوریل ۱۹۷۱) بازیگر اهل بریتانیا بود.
از فیلم‌ها یا برنامه‌های تلویزیونی که وی در آن نقش داشته‌است، می‌توان به نه و چهل و پنج دقیقه، ۲۳ قدم تا خیابان بیکر، دژ، خانم ناپدید می‌شود، عنکبوت، داستان دو شهر، کوارتت، مغز و درباره فیدل اشاره کرد.